# Flash’s Theme
A Flash’s Theme az első dal a brit Queen rockegyüttes 1980-as Flash Gordon filmzenealbumán. A szerzője Brian May gitáros volt.
Az együttest Dino De Laurentiis producer kérte fel, hogy írjanak zenét a Mike Hodges rendezésében készülő Flash Gordon című filmhez. A „Flash’s Theme”-t a film főcímdalának szánták. Laurentiis még demó változatában meghallgatta, és nem tetszett neki, ahogy az egész filmzene sem: ő komoly filmet és ahhoz illő zenét akart, de Hodges inkább giccsesre és önironikus hangulatúra akarta venni. Laurentiis ezt meg is mondta a stúdióban: „egész jó, de nem működne a filmemben”. May állítása szerint kissé megsértődött ezen, Hodges viszont kiállt az elképzelései mellett a producerrel szemben.
Nem hasonlított az együttes addigi dalaira, az alapját John Deacon erőteljes, pulzáló basszusszólama adja, May pedig Oberheim szintetizátoron és zongorán játszott benne. A Flash Gordon album legtöbb dala szöveg nélküli aláfestő zene, a „Flash” az egyik kivétel ez alól, összefüggő, bár nem túl tartalmas szövege van. A dal hátterében a filmből származó zörejek hallhatóak, és egész mondatok a szereplőktől, például Max von Sydow-tól is. A mollban íródott, és közepesen gyors, percenként 110-es a ritmusa.
Hasonlóan az albumhoz, Angliában 1980 végén, Amerikában pedig 1981 elején jelent meg kislemezen, egyszerűen „Flash” címen. Bár nem volt kifejezetten slágerzene, viszonylag sikeres lett, Angliában a tizedik, Amerikában a negyvenkettedik helyet érte el a slágerlistán. A Record Mirror kritikusa oda volt érte, ahogy az egész albumért: „Nagyszabású hősi ének. Hangzatosan lüketető ütemek, aztán Mercury érkezik a falzettjával – imádom minden percét.” Mark Blake az együttesről írt könyvében így jellemezte: „A refrén egyszerű, mint egy gyermekvers, az ösztökélő ritmus filmszerű fenyegető légkört teremt, a közeledő cápa aláfestő zenéjét idézve fel az öt évvel azelőtti Cápa filmből, a gitárjáték pedig visszafogott.”
1980 és 1981 folyamán a filmzenei album dalaiból összeállított keverék részeként játszották a koncerteken, még a We Will Rock You koncertfilmre is felkerült. A stúdióváltozat felvétele indította a koncerteket a Hot Space turnén. A klipjét Hodges rendezte, a stúdióban dolgozó együttest mutatja, miközben egy vásznon a filmből látnak jeleneteket, ahogyan a filmzenéket szokás komponálni. 1988-ban a Public Enemy hiphopegyüttes felhasználta a dal hangmintáit az It Takes a Nation of Millions to Hold Us Back című albumuk „Terminator X to the Edge of Panic” című dalában. A Tenacious D komédia-rock zenekar egyes koncertjeit ezzel a dallal kezdte. 2003-ban a brit Vanguard művésznevű DJ feldolgozása a tizenötödik helyet érte el Angliában. A Miami Heat kosárlabdacsapat otthoni mérkőzésein akkor hangzik el, amikor Dwyane Wade játékos, becenevén Flash jól játszik. Shaquille O’Neal, az NBA sztárja egy sajtókonferencián kissé átfogalmazva énekelte a refrénjét: „Shaq, Ah! Ah! Greatest of the universe!" Felhangzott a Family Guy rajzfilmsorozat „Nem minden kutya megy a mennybe” című epizódjában.

## Közreműködők
- Ének: Freddie Mercury, Brian May
- Háttérvokál: Freddie Mercury, Brian May, Roger Taylor

Hangszerek:
- Roger Taylor: dob, timpiani
- John Deacon: basszusgitár
- Brian May: zongora, szintetizátor, gitár

## Kiadás és helyezések
| \| Év \| Lista \| Helyezés \| \| ---- \| ---------------------------- \| -------- \| \| 1980 \| Brit kislemezlista[8] \| 10 \| \| 1981 \| Amerika Billboard Hot 100[9] \| 42 \| \| 1980 \| Ausztria Top 40[10] \| 1 \| \| 1980 \| Belgium Ultratop[10] \| 19 \| \| 1980 \| Francia slágerlista[11] \| 9 \| \| 1980 \| Hollandia MegaCharts[10] \| 13 \| \| 1980 \| Ír slágerlista[12] \| 10 \| \| 1980 \| Német slágerlista[10] \| 3 \| \| 1980 \| Svéd slágerlista[10] \| 17 \| | 7" kislemez (EMI 5126, Anglia / Elektra E-47092, Amerika) 1. Flash – 2:46 2. Football Fight – 1:28 |          |
| Év | Lista                                                                                              | Helyezés |
| 1980 | Brit kislemezlista                                                                                 | 10       |
| 1981 | Amerika Billboard Hot 100                                                                          | 42       |
| 1980 | Ausztria Top 40                                                                                    | 1        |
| 1980 | Belgium Ultratop                                                                                   | 19       |
| 1980 | Francia slágerlista                                                                                | 9        |
| 1980 | Hollandia MegaCharts                                                                               | 13       |
| 1980 | Ír slágerlista                                                                                     | 10       |
| 1980 | Német slágerlista                                                                                  | 3        |
| 1980 | Svéd slágerlista                                                                                   | 17       |